# René Philombé
René Philombé (René Philombe), nom de plume de Philippe Louis Ombedé, né le 13 novembre 1930 à Ngaoundéré et décédé le 25 octobre 2001 à Yaoundé, est un écrivain, journaliste, poète, romancier et dramaturge camerounais qui a écrit surtout en français. Il est un des fondateurs de l'Association des Poètes et Écrivains Camerounais (APEC) dont il sera le secrétaire une vingtaine d'années. Il a reçu le prix Mottart de l'Académie française et le prix Fonlon-Nichols de l'African Literature Association.

## Biographie

### Jeunesse
Le père de René Philombe est Nkoulou, écrivain-interprète, descendant des Nkoulou, chefs Batschenga; sa mère est la princesse Berthe Manyan, petite-fille de Tidadi, roi des Babouté. Son nom reçu à sa naissance était Yaya Nkoulou, mais à l'arrivée d'un prêtre blanc, son père lui a renommé Philippe Louis Ombedé, que l'auteur a transformé en nom de plume René Philombe : rené (de renaître) Phi-L-Ombe, écrit parfois à la française avec accent: René Philombé.
Il entre à l'École supérieure de Yaoundé en 1945. Il y devient marxiste et en est renvoyé en 1946. Il continue en autodidacte et suit des cours par correspondance, entre autres de l'École des sciences et des arts de Paris. Ses premières publications datent de cette époque : son Araignée disgraciée obtient un prix du meilleur conte du Comité d'expression culturelle de la France d'outre-mer. Il fonde aussi une Association culturelle dans le village de son père, où il habite alors.
En 1949 ou 1950, il est reçu au concours de secrétaire de police et devient policier à Douala. À cheval entre deux cultures, imbibé de littérature française et de textes du mouvement de la négritude, il est à la fois nationaliste et marxiste, et il est engagé clandestinement dans l'Union des populations du Cameroun (UPC); il assiste entre autres à une assemblée pan-camerounaise en 1951. Cela lui vaut une correction disciplinaire, mais ne l'empêche pas d'être de la première promotion de l'école de police de Yaoundé en 1952.

### Écrivain professionnel
Frappé en 1955 par la poliomyélite qui le rend paralysé des jambes pour la vie, il doit quitter le service. Il se dévoue alors à la littérature camerounaise sur laquelle il commence une documentation qui résultera des années plus tard, en 1984, dans la publication du livre monumental Le livre camerounais et ses auteurs : une contribution à l'histoire littéraire de la République Unie du Cameroun de 1895 à nos jours avec une notice bio-bibliographique des auteurs.
Il écrit pendant ses premières années de paralytique Lettres de ma cambuse (édité en 1964), fines observations de la vie de son village, de la même veine que les Lettres de mon moulin d'Alphonse Daudet. 
Il crée vers 1957 ou 1959 un journal en français : La Voix du citoyen  et un journal en ewondo: Bebela Ebug (il travaillera plus tard à un dictionnaire français-ewondo). Il fonde en 1960 avec quelques amis l'Association des Poètes et Écrivains Camerounais (APEC) dont il sera secrétaire de 1960 à 1981.

### Prison et censure
Le Cameroun est devenu indépendant en 1960 sous le premier président Ahmadou Ahidjo de l'Union Camerounaise. Ce président considère les  membres de l'Union des populations du Cameroun (UPC) comme  des maquisards ou des rebelles. René Philombe subit de la censure, puis il est mis en prison pendant plusieurs mois en 1961. Il y écrit Choc anti-choc : roman en poèmes qui ne sera accepté pour publication qu'en 1978. En 1963, Philombé est accusé d'avoir recréé l'UPC et il retourne en prison.
Toute la durée de la présidence Ahidjo (1960-1982), Philombe, qui est ouvertement opposé à son régime, se voit confronté avec des mesures de censure et des séjours en prison. En 1981 il est emprisonné puis libéré une nouvelle fois, mais il reste en résidence surveillée et tous ses manuscrits sont consignés.

### Auteur et éditeur
Les premiers livres de Philombé ont été édités par Éditions CLE à Yaoundé, crée en 1963 avec l'aide d'églises protestantes néerlandaises et allemandes. Pour une plus grande liberté de publication, et dans un souci de promotion de la littérature camerounaise, René Philombe crée sa propre maison d'édition Semences Africaines en 1972 ce que lui a permis d'éditer ses propres textes pour une grande partie restés inédits jusque-là. Spécialisé dans l'édition de poésie et théâtre, Semences Africaines a eu un impact plus politique que littéraire.

### Dernières années
À la fin de sa vie, il se trouve obligé de se retirer au village de Batschenga où il sera un temps conseiller municipal.

## Récompenses
En 1965, il reçoit le prix Mottart de l’Académie française pour l'ensemble de son œuvre,.
En 1993, il a été le premier, avec Mongo Beti, à recevoir le prix Fonlon-Nichols de l'African Literature Association 

## Œuvres
- 1964 Lettres de ma cambuse,  Éditions Clé, Yaoundé[12].
- 1965 Le hibou Editions APEC.
- 1966 Sola ma chérie', Éditions Abbia, Yaoundé.
- 1966 La Voix des poètes camerounais (anthologie par R.Philombe), Éditions APEC, Yaoundé.
- 1969 Un sorcier blanc à Zangali, Éditions Clé, Yaoundé.
- 1971 Histoires queue-de-chat :  quelques scènes de la vie camerounaise, Yaoundé : Éditions Clé, 1971.
- 1973 Les blanc partis, les nègres dansent, Éditions Semences africaines, Yaoundé.
- 1977 Petites gouttes de chant pour créer l'homme (poèmes), Éditions Semences africaines, Yaoundé.
- 1977 Le livre camerounais et ses auteurs : une contribution à l'histoire littéraire du Cameroun avec notice bio-bibliographique, Éditions Semences africaines, Yaoundé.
- 1978 Les trouble-fêtes d'Africapolis (tragédie), Éditions Semences africaines, Yaoundé.
- 1978 Choc anti-choc : roman en poèmes : écrits de prison 1961, Éditions Semences africaines, Yaoundé[13].
- 1982 Espaces essentiels, Éditions Silex, Paris.
- 1984 Le livre camerounais et ses auteurs : une contribution à l'histoire littéraire de la République Unie du Cameroun de 1895 à nos jours avec une notice bio-bibliographique des auteurs, Éditions Semences Africaines, Yaoundé
- 1994 Nnan Ndenn Bobo : conte politico-philosophique : suivi de Lamentations d'un joueur de mvet, poème, Éditions du CRAC, Yaoundé.
- 2001 Le testament de René Philombe, 1930-2001 : entretien vidéo K7 du 28 mai 2001 avec Stella Engama  Éditions FUSEE, Yaoundé.
- 2002 Bedi-Ngula, l'ancien maquisard, E. Breitinger, Universität Bayreuth[14]

### Webographie
- Notices d'autorité :   - VIAF
  - ISNI
  - BnF (données)
  - IdRef
  - LCCN
  - GND
  - CiNii
  - Belgique
  - Pays-Bas
  - WorldCat
- Ressource relative à la littérature :   - Académie française (lauréats)
- (en) « René Philombe », sur le site de l'Encyclopædia Britannica.
- « René Philombé », sur le site de l'encyclopédie Larousse.
- Charles Nkoulou, « René Philombe par presque lui-même : La légende de l'homme Figures Majeures », sur le site Africultures.
- Jean-Claude Awono, « René Philombe, entre le maquisard et le pilonne : autoportrait impersonnel », sur le site Africultures.
- (en) « Oxford Companion to French Literature: African Publishing Houses », sur le site answers.com.
- « René Philombe », sur le site de l'Académie française.
- (en) « 1992: Mongo Beti & René Philombe », sur le site du Fonlon-Nichols Award.